# Andrea Bowen
Andrea Lauren Bowen (Columbus, 4 maart 1990) is een Amerikaanse actrice, bekend door haar rol als Julie Mayer in Desperate Housewives.
Bowen maakte haar Broadway-debuut in 1996 in Les Misérables. Op haar zesde was ze de jongste actrice ooit voor de rol van Cosette. Tot 2001 was ze niet weg meer te denken van Broadway; zo speelde ze ook in The Sound of Music als Marta en speelde ze een rol in de musical Jane Eyre. Niet alleen Andrea, maar ook haar broers en zussen spelen af en toe een rol op Broadway.
Sinds 2004 speelt ze Julie Mayer in Desperate Housewives. Daarnaast speelde ze ook kleinere rollen in Nip/Tuck, One Tree Hill, Boston Public en Law & Order: Special Victims Unit.

## Filmografie
- Desperate Housewives, 2004-2012
- Girl, Positive, 2007
- Eye of the Dolphin, 2006
- The Texas Panhandler, 2006
- Bambi II, 2006
- Without a Trace, 2005
- Final Fantasy VII Advent Children, 2005
- Luckey Quarter, 2005
- Party Wagon, 2004
- Red Riding Hood, 2004
- Strong Medicine, 2003
- One Tree Hill, 2003
- The Cat in the Hat, 2003
- Extreme Skate Adventure, 2003
- Boston Public, 2003
- That Was Then, 2002
- Law & Order: Special Victims Unit, 2001
- After the fall,2010

## Discografie
- The Night of the Hunter
- The Sound of Music (Broadway-versie, 1998)
- Jane Eyre (Broadway-versie, 2001)
- Sugarbeats
- Broadway Kids

- International Standard Name Identifier: 0000 0001 1487 9253
- Library of Congress Control Number: no2007129457
- Système universitaire de documentation: 124062628
- Virtual International Authority File: 12099259
- WorldCat: E39PBJrgKWXfvCJTXqrtM4bjmd